# Hans-Joachim Lück
Hans-Joachim Lück, född den 22 juni 1953 i Stralsund i Tyskland, är en östtysk roddare.
Han tog OS-guld i åtta utan styrman i samband med de olympiska roddtävlingarna 1976 i Montréal.